# Козак Богдан Романович
Козак Богдан Романович (* 28 січня 1967) — український підприємець, головний власник та президент компанії Львівхолод.

## Життєпис
Народився у с. Муроване Пустомитівського району на Львівщині.

### Освіта
- 1984—1989 — навчався на економічному факультеті Львівського торговельно-економічного інституту за фахом «Бухгалтерський облік та аналіз господарської діяльності»
- 2006 — закінчив юридичний факультет Інституту післядипломної освіти ЛНУ.

### Кар'єра
- 1988—1989 — стажер головного бухгалтера у Львівській міжрайонній заготівельно-збутовій базі Облспоживспілки
- 1989—1992 — головний економіст
- 1992 — старший товарознавець Львівського орендного торгово-закупівельного підприємства Держводгоспу України.
- 11 червня 1993—1999 — начальник торгового відділу у «Львівхолоді»
- 1999 — перший заступник голови правління
- квітень 2002 — голова правління
- 2003—2004 — потрапив до переліку 500 топ-менеджерів України.
- березень 2004 — гендиректор Львівхолоду
- грудень 2013 — президент Львівхолоду[1].

### Політика та громадська діяльність
- квітень 2006 — обраний депутатом V скликання Львівської обласної ради,
- жовтень 2010 — переобраний депутатом VI скликання, член президії Львівської обласної ради.
- з 2014 — сенатор Українського католицького університету.
- Член ради ВГО «Асоціації платників податків України».

1 лютого 2015 — Львівхолод першим повністю відмовився від продажу російських товарів у власній мережі «Рукавичка».
Член Ради з питань підтримки підприємництва — консультативно-дорадчого органу при Президентові України (з 27 червня 2025).

## Родина
- Одружений. Із дружиною Оксаною виховали двох дітей.
- Народний депутат Тарас Романович Козак не є родичем Богдана Романовича Козака[4], а лише повним тезком його брата — львівського підприємця, що займається виготовленням офісних меблів[5].

## Нагороди
- 2010 — нагрудний знак міського голови «Золотий герб міста Львова»
- відзнаки Львівської облдержадміністрації та Львівської обласної ради.
- 2007 — «Заслужений працівник сфери послуг України»[6]
- 2015 — Підприємець року[7].